# Torneo WTA de Bogotá 2022
La Copa Colsanitas 2022 fue un evento de tenis WTA 250 disputado en Bogotá (Colombia), en el Club El Country, en canchas de polvo de ladrillo al aire libre, entre el 2 y el 10 de abril de 2022.

## Distribución de puntos
| Modalidad           | Campeona | Finalista | Semifinales | Cuartos de final | 2ª ronda | 1ª ronda | Clasificadas | 2ª ronda de clasificación | 1ª ronda de clasificación |
| Individual femenino | 280      | 180       | 110         | 60               | 30       | 1        | 18           | 12                        | 1                         |
| Dobles femenino     | 280      | 180       | 110         | 60               | 1        | -        | -            | -                         | -                         |

## Cabezas de serie

### Individuales femenino
| Tenista             | Ranking | Preclasificada |
| María Camila Osorio | 34      | 1              |
| Beatriz Haddad Maia | 62      | 2              |
| Rebecca Peterson    | 79      | 3              |
| Panna Udvardy       | 83      | 4              |
| Harmony Tan         | 91      | 5              |
| Anna Schmiedlová    | 92      | 6              |
| Astra Sharma        | 96      | 7              |
| Harriet Dart        | 99      | 8              |

- Ranking del 21 de marzo de 2022.[2]

### Dobles femenino
| Tenista                              | Ranking | Preclasificada |
| Natela Dzalamidze Sabrina Santamaria | 113     | 1              |
| Irina Bara Ekaterine Gorgodze        | 127     | 2              |
| Kaitlyn Christian Lidziya Marozava   | 129     | 3              |
| Elixane Lechemia Ingrid Neel         | 145     | 4              |

## Campeonas

### Individual femenino
Tatjana Maria venció a  Laura Pigossi por 6-3, 4-6, 6-2

### Dobles femenino
Astra Sharma  /  Aldila Sutjiadi vencieron a  Emina Bektas  /  Tara Moore por 4-6, 6-4, [11-9]